# Adolphe Le Roy de Saint-Arnaud
Pour les articles homonymes, voir Saint-Arnaud.
Adolphe Le Roy de Saint-Arnaud, né le 12 décembre 1801 et mort le 17 mai 1873 au château Malromé, à Saint-André-du-Bois (Gironde), est un homme politique français. Avocat, il fut notamment maire du 12e arrondissement de Paris, sous le Second Empire (élu en 1857, il siégea jusqu'en 1870).
Fils de Jean Dominique Leroy (1758-1803), avocat, membre du Tribunat, puis préfet de l'Aude et de Louise Catherine Papillon de Latapy (1780-1852), était le frère cadet d'Armand Jacques Leroy de Saint-Arnaud, maréchal de France et ministre de la guerre, et le frère utérin d'Adolphe de Forcade Laroquette (1820-1874), qui devint ministre. 